# Sputnik 5
Lo Sputnik 5 (chiamato anche Korabl-Sputnik 2) fu il primo satellite artificiale a riportare a terra animali in vita dopo essere stati in orbita. Venne lanciato dall'Unione Sovietica dal cosmodromo di Baikonur il 19 agosto 1960. Era parte del programma Sputnik e fu il secondo test di lancio della capsula Vostok. Fu anche il secondo satellite adibito al volo con esseri viventi. Lo Sputnik 5 trasportò due cani nell'ambito del programma spaziale sovietico, Belka (Scoiattolo) e Strelka (Piccola Freccia),1 coniglio grigio, 2 ratti, 40 topi, 15 contenitori con moscerini da frutta e una varietà di piante. Rientrò nell'atmosfera e atterrò il giorno seguente con gli animali in vita.

## Caratteristiche
- Numero di orbite: 16
- peso: 19 kg